# Octave Penguilly L'Haridon
Octave Penguilly L'Haridon (Pleyben, 18 aprile 1811 – 3 novembre 1872) è stato un pittore francese noto per le sue opere che ritraggono paesaggi, miti e storia bretoni.

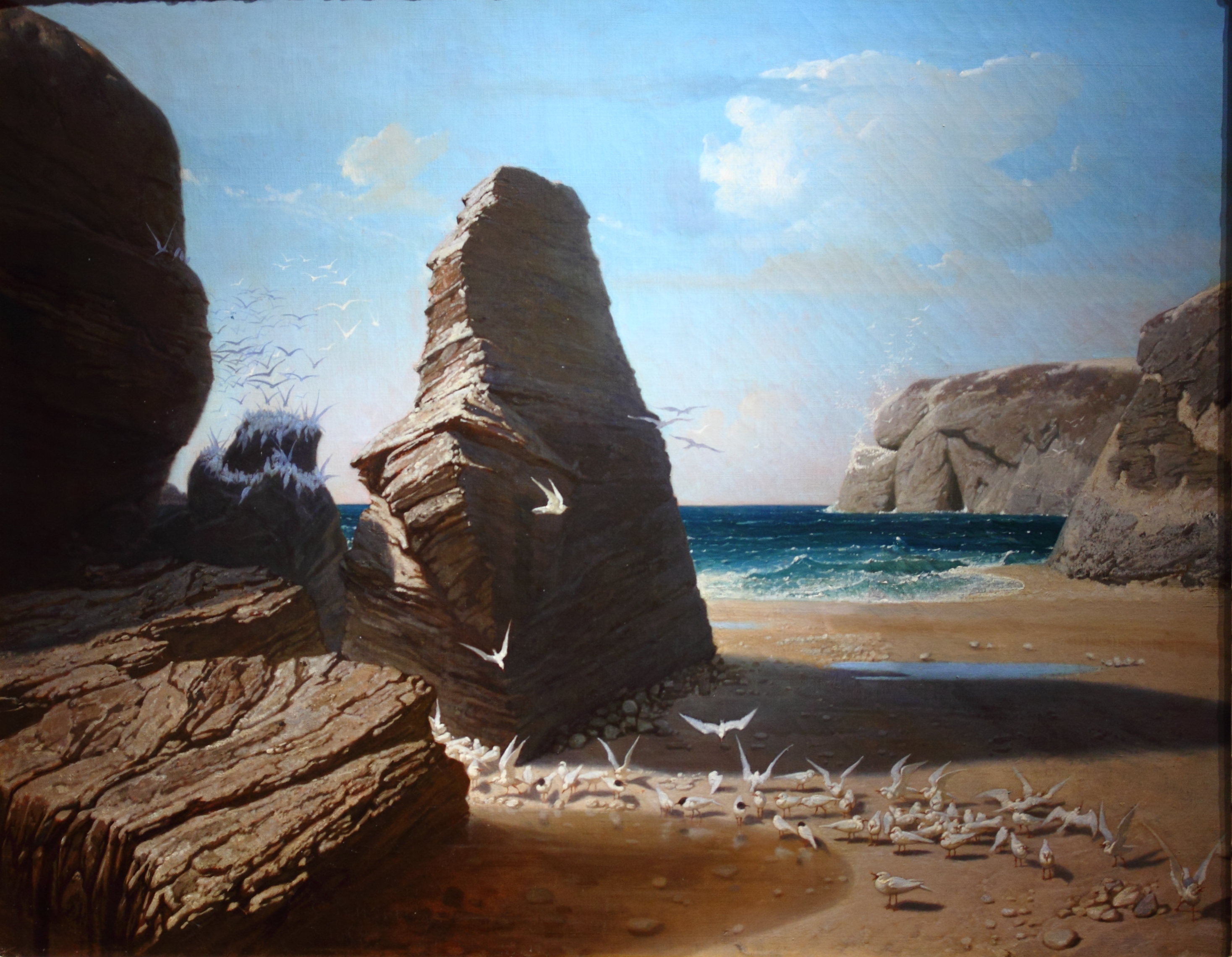
Les Petites mouettes

Fu anche curatore del Musée de l'Artillerie a Parigi.

## Biografia
Nato in Bretagna studiò per fare l'ufficiale di artiglieria nell'esercito francese. Tuttavia, dal 1835, iniziò a prendere lezioni di disegno. Dagli anni 1840 disegnò illustrazioni per libri, generalmente su argomenti bretoni.
Dopo essersi ritirato dal servizio militare attivo, nel 1854 fu nominato curatore del " Musée de l'Artillerie" di Parigi, posizione che mantenne per molti anni. In questa veste contribuì a difendere l'autenticità degli antichi strumenti di selce scoperti a Pressigny-le-Grand. Nel 1862 scrisse e pubblicò un ampio catalogo della collezione del museo, incluso un resoconto delle origini e della storia del museo stesso.

### Arte

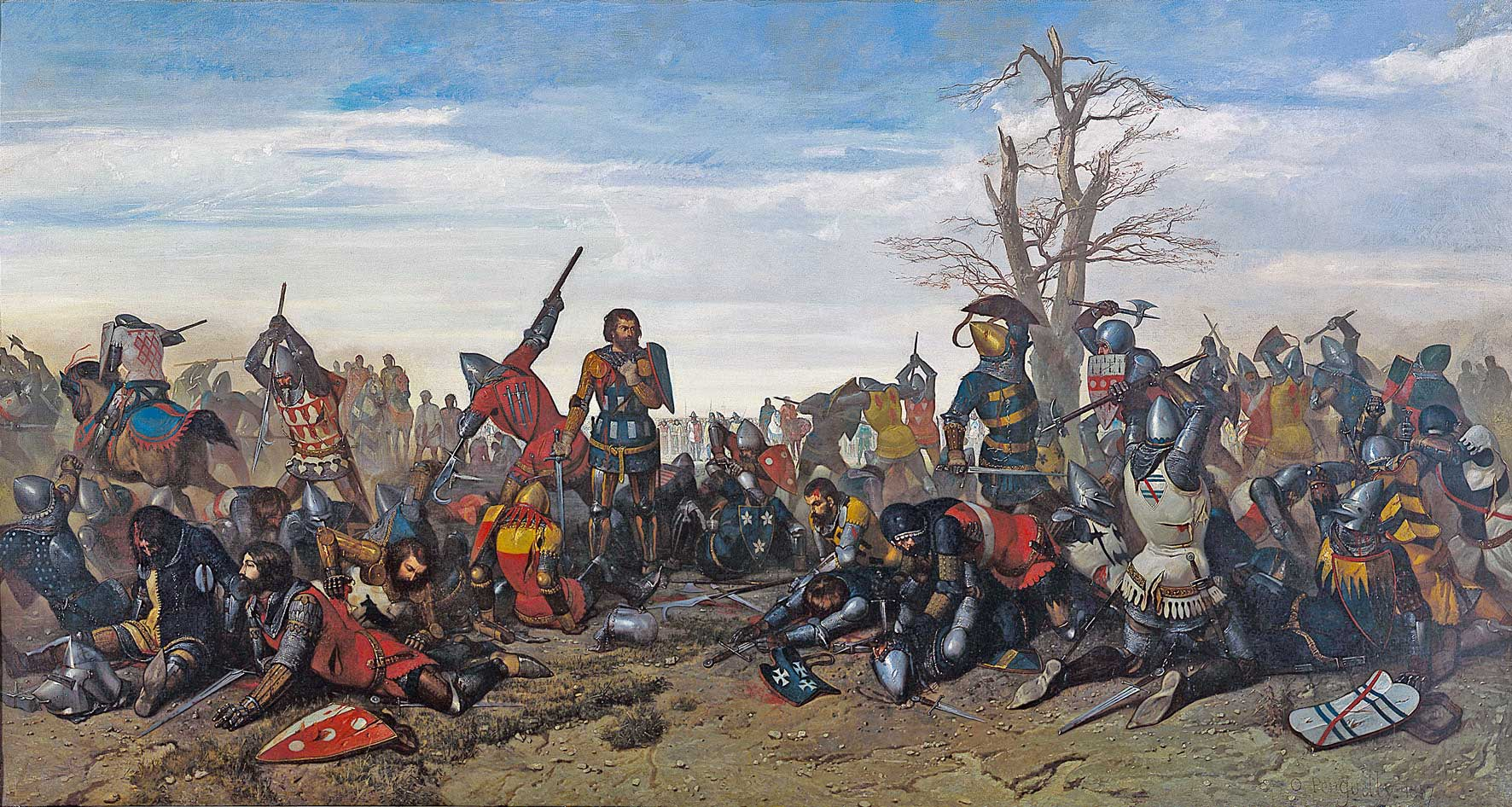
Le Combat des Trente (1857)

Presentò sue opere in diverse mostre nel corso della sua vita. Sebbene generalmente considerato un esponente di arte accademica, potrebbe anche essere considerato sperimentale. Nel 1859 espose al Salon un paesaggio intitolato "Les petites mouettes" ("I gabbiani") (1858, Musée des Beaux-Arts de Rennes), raffigurante una cupa insenatura rocciosa su Belle Île. Il soggetto, la composizione e i colori del lavoro sono in completa rottura con la convenzione. Il dipinto venne lodato da Maxime Du Camp e Charles Baudelaire, che si riferivano al senso del perturbante, come se le rocce facessero "un portale aperto sull'infinito ... una" ferita "di uccelli bianchi e solitudine!"

Molte delle sue opere sono state ispirate dal paesaggio bretone e dalla storia della regione. Molte sono stati usate come illustrazioni nei libri sulla regione. Il suo lavoro più notevole è il dipinto storico Combat des Trente (1857, Musée des Beaux-Arts de Quimper). L'elaborata composizione raffigura il Combattimento dei Trenta un famoso episodio della cavalleria medievale durante la guerra di successione bretone. Rappresenta una fase avanzata della battaglia, quando i combattenti storditi ed esausti continuano a ingaggiarsi l'un l'altro sull'orlo del collasso totale. La Revue française la vide come un esempio del genuino interesse di L'Haridon per la cultura medievale, ma obiettò che, 
This is not history herself: living, human, full-blooded [...]. Abile, geniale, ben informato su tutte le questioni medievali ... manca la qualità più importante - la vita.
Penguilly L'Haridon divenne sempre più interessato a combinare la storia con la scienza. Dipinse un quadro intitolato "Età della pietra" che rappresenta la cultura primordiale. Scelse di riformare l'iconografia religiosa tradizionale nel suo dipinto "Les bergers, conduits par l'étoile, se rendent à Bethléem", raffigurante i pastori guidati dalla stella per recarsi a Betlemme (1863, Museo d'Orsay ). In effetti, i pastori sono rappresentati qui come moderni beduini con i loro cani, e la "Betlemme" verso cui viaggiano è un piccolo insediamento nel deserto, indicato dalla stella. Altrettanto insolita è la sua versione dell'arrivo dei Magi, con un altro primo piano desertico, e i Magi che arrivano in processione a mezz'aria, guidati da un elefante indiano.